# Caué
Caué é um distrito de São Tomé e Príncipe. Tem cerca de 6 mil habitantes e ocupa uma superfície de 267 km². Sua população fala além do português (idioma oficial do país) uma língua regional denominada angolar.

## Histórico da população
- 1940: 6 675 (11,0% da população nacional)
- 1950: 6 942 (11,6% da população nacional)
- 1960: 5 874 (9,1% da população nacional)
- 1970: 3 757 (5,1% da população nacional)
- 1981: 4 607 (4,8% da população nacional)
- 1991: 5 322 (4,5% da população nacional)
- 2001: 5 501 (4,0% da população nacional)
- 2012: 6 062 (3,4% da população nacional)[1]

## Desenvolvimento económico
Em Caué mais de 50 % da população está abaixo da linha de pobreza.
Em algumas zonas do distrito de Caué, nomeadamente comunidades agrícolas anteriormente conhecidas como dependências das empresas agrícolas estatais, existem problemas muito graves a nível das vias de acesso, o que se complica mais com a queda de chuvas constantes.

## Estabelecimentos
- Porto Alegre (pop: 334)
- Santa Cruz (pop: 2 045)
- São João dos Angolares (pop: 6 636)